# Carl Henrik Beurling
Carl Henrik Beurling, född 20 november 1794 i Stockholm, död 25 juni 1879 i Stockholm, var en svensk medaljgravör och författare. 

## Biografi
Carl Henrik Beurling var son till urmakaren Pehr Henrik Beurling och Eva Sophia Cronlund. Beurling studerade teckning och skulptur för Sergel vid Konstakademin samt gravyr för Lars Grandel. Han medverkade med medaljer, medaljonger och allegoriska kompositioner i Konstakademins utställningar vid ett flertal tillfällen. Efter att Beurling överlämnat några porträtt han graverat i silver till Karl XIV blev han lovad att få efterträda Grandel som gravör vid myntverket, men detta löfte kom inte att infrias. Beurling är representerad vid Nationalmuseum med några teckningar med allegoriska motiv.